# Darko Franović
Darko Franović (2. listopada 1967.) je bivši hrvatski rukometaš. 
Nastupao je za RK Zamet.
Igrao je za hrvatsku reprezentaciju s kojom je na europskom prvenstvu 1994. u Portugalu osvojio broncu.